# (74236) 1998 SC47
(74236) 1998 SC47 – planetoida z pasa głównego asteroid okrążająca Słońce w ciągu 4,6 lat w średniej odległości 2,76 j.a. Odkryta 25 września 1998 roku.